# Maria Klemensa Staszewska
Maria Klemensa (Helena) Staszewska od Jezusa Ukrzyżowanego OSU (ur. 30 lipca 1890 w Złoczewie, zm. 27 lipca 1943 w Auschwitz-Birkenau) – polska siostra zakonna, błogosławiona Kościoła katolickiego.
Była jedną z dwanaściorga dzieci Karola i Marii z Kaszyńskich. Po śmierci rodziców podjęła wychowanie rodzeństwa pracując jednocześnie jako nauczycielka. W 1921 roku wstąpiła do Zakonu Sióstr Urszulanek Unii Rzymskiej w Krakowie przyjmując imiona Maria Klemensa.
Pełniła obowiązki zastępczyni przełożonej w klasztorach: w Sierczy, Zakopanem, Stanisławowie. Była także przełożoną w Częstochowie, Gdyni i Rokicinach Podhalańskich. Do tych ostatnich dotarła 15 sierpnia 1939 r. Już 1 września 1939 r. na rozkaz dowódców, zmuszona została do opuszczenia  klasztoru, ale wróciła do niego w połowie września. Od 1941 r. do klasztoru przywożono dzieci warszawskie zagrożone gruźlicą. Siostry organizowały tajne nauczanie. Taka działalność klasztoru nie podobała się Niemcom.
Wybuch II wojny światowej zastał siostrę Marię w Rokicinach Podhalańskich, gdzie będąc przełożoną klasztoru udzielała pomocy biednym, rannym, uciekinierom, Żydom i Polakom. Taka działalność klasztoru nie podobała się Niemcom.
Aresztowana przez gestapo (26 stycznia 1943) i przewieziona do więzienia Montelupich (26 lutego), a następnie niemieckiego obozu koncentracyjnego w Auschwitz, zarejestrowana została "pod numerem 38102". Zarażona tyfusem zmarła w Oświęcimiu 27 lipca 1943 r.
Beatyfikowana przez papieża Jana Pawła II w Warszawie 13 czerwca 1999 w grupie 108 polskich męczenników.